# Cyclopecten nanus
Cyclopecten nanus är en musselart som beskrevs av Addison Emery Verrill och Katharine Jeanette Bush 1897. Cyclopecten nanus ingår i släktet Cyclopecten och familjen Propeamussidae. Inga underarter finns listade i Catalogue of Life.